# Akwarium kulowe
Akwarium kulowe ─ ozdobne akwarium wykonane techniką dmuchania szkła w kształcie kuli o litrażu od 1 do 30 litrów, błędnie uchodzi za przeznaczone głównie do trzymania jednej złotej rybki lub bojownika.
Akwaria tego typu, ze względu na atrakcyjność wizualną, mogą być stosowane jako ozdobne opakowanie dla ryby (ryb) wręczanej jako prezent. Przy czym obdarowany z powodów humanitarnych, estetycznych i praktycznych powinien jak najszybciej umieścić otrzymane ryby w normalnym zbiorniku. 
Wśród akwarystów idea akwarium kulowego jest silnie zwalczana, głównie dlatego, że wobec niemożności utrzymania równowagi biologicznej w tak małym zbiorniku (utrudniony montaż odpowiednio wydajnego systemu filtracyjnego i napowietrzającego) - ryby w nim żyjące skazane są na bardzo złe warunki i powolną śmierć. Przez swój kształt i utrudnioną dla niego orientację w przestrzeni, spowodowaną brakiem narożników i ścianek, powodują ciągły stres i negatywnie wpływają na ich zdrowie, zmniejszając ich odporność na choroby. Ponadto ryba, która przez dłuższy czas mieszkała w kuli, często nawet po wpuszczeniu do normalnego, prostopadłościennego akwarium cały czas pływa w kółko.